# Ridgeway, Virginia
Ridgeway är en kommun (town) i Henry County i Virginia. Vid 2010 års folkräkning hade Ridgeway 742 invånare.